# 尤吉市镇
尤吉市镇（俄语：Муниципальное образование Югское）是俄罗斯联邦沃洛格达州切列波韦茨区所属的一个市镇。其下辖有125个居民点，行政中心为新多莫泽罗沃。据2015年统计，该市镇的人口为3975人。